# Luis Guillermo Vélez Cabrera
Luis Guillermo Vélez Cabrera (Nueva York, 1968) es un abogado y político colombiano. 
Fue secretario general de la Presidencia de Colombia durante el gobierno de Juan Manuel Santos.

## Biografía
Luis Guillermo Vélez Cabrera es hijo del exsenador Luis Guillermo Vélez Trujillo y de Lilia Cabrera, proveniente de una familia de empresarios huilenses y antioqueños. Sus tíos Reinaldo Cabrera y Camilo Cabrera son los fundadores de la Fundación Cardioinfantil de Bogotá.
Vélez Cabrera se graduó de derecho de la Universidad de los Andes en 1992, hizo una maestría en políticas públicas en la Universidad de Georgetown y tiene un MBA del Instituto Panamericano de Dirección de Empresas (Ipade) en la México D.F.
Al graduarse de la universidad trabajó en la oficina de abogados de Fernando Londoño Hoyos. De allí pasó a ser viceministro de Defensa Nacional (1994-1995) durante la administración del presidente Ernesto Samper. Posteriormente se desempeñó como Cónsul General de Colombia en México D.F. (1996-1998). A su regreso a Colombia ingresó como asesor en asuntos gubernamentales de la Organización Luis Carlos Sarmiento Angulo, convirtiéndose en uno de los cabilderos más reconocidos del país. En 2000, Vélez Cabrera fundó la firma de asuntos gubernamentales y legales Urdaneta, Vélez, Pearl & Abdallah Abogados, firma que ha trabajado para importantes clientes nacionales y extranjeros.

### Superintendente de sociedades
En 2010, fue designado por el presidente Juan Manuel Santos Calderón como Superintendente de Sociedades. En esta calidad Vélez Cabrera supervisó la resolución de los procesos de insolvencia y reestructuración empresarial más notorios de la década, entre ellos la liquidación del Grupo Nule, el desmonte de la entidad financiera Factor Group, la venta de los activos de Frontino Gold Mines (hoy Gran Colombia Gold) y la liquidación de Interbolsa. 
Caso Interbolsa
Mientras fue superintendente de sociedades en la megaestafa fue criticado por minimizar el hecho criminal los primeros días del escándalo. Afirmó en una entrevista el 17 de noviembre en la emisora La W "La información que hay sobre el fondo premium es una información que hasta ahora es una información especulativa" de esta forma le quitaba peso al megaescandalo. Así mismo, a los pocos días que se tuvo verdadero dimensión del escándalo engaño a los damnificados indicándoles que deberían dirigirse hacia Curazao a reclamar allí, ya que el fondo se había consolidado en este país conocido por ser un paraíso fiscal, claramente una maniobra desviadora para que el gobierno no interviniera activamente en el caso. Posteriormente fue investigado por la procuraduría por supuesto asesoramiento a la sociedad Interbolsa S.A y no declararse impedido en la investigación que como superintendente estaba llevando a cabo.

### Gobernador de Huila
En 2013 fue designado como gobernador encargado del departamento del Huila y en 2014, por su sobresaliente gestión frente a la Superintendencia de Sociedades, fue reconocido por la Revista Semana como uno de los personajes del año. 

### Secretario General de la presidencia
En 2016 fue designado como Secretario General de la Presidencia en reemplazo de María Lorena Gutiérrez. Durante su gestión, Vélez Cabrera trabajó en la negociación, aprobación y ejecución del Acuerdo de paz entre el gobierno colombiano y las FARC-EP en 2016. Asimismo, fue el encargado de la gestión de ingreso de Colombia como miembro 37 de la Organización para la Cooperación y el Desarrollo Económicos.
En el último año del gobierno Santos, Vélez Cabrera fue designado como director de la Agencia Nacional de Defensa Jurídica del Estado donde fortaleció la defensa internacional de Colombia en arbitrajes de inversión y ante el Sistema Interamericano de Derechos Humanos.